# کامبوندوا
کامبوندوا (به لاتین: Cambândua) یک منطقهٔ مسکونی در آنگولا است که در کویتو، آنگولا واقع شده‌است.